# Israir Airlines
Israir Airlines (hebreiska: ישראייר), vanligen kallad Israir, är ett flygbolag baserat i Tel Aviv i Israel. Inom Israel genomförs regelbunden nationell trafik och taxiflyg från Sde Dov flygplats, Haifa Airport, Ben Gurions internationella flygplats och Eilat Airport, samt internationella tjänster med charterflyg från Ben Gurions internationella flygplats till Europa och Asien. Det erbjuder även VIP-flygningar och är Israels tredje största flygbolag efter El Al Israel Airlines och Arkia Israel Airlines. Företaget sysselsätter omkring 350 anställda. Flygbolaget sägs ha inriktat sin verksamhet likt det amerikanska lågprisflygbolaget JetBlue.

## Historia
Israir Airlines grundades 1989 som Knafei Haemek (Valley Wings) innan det byter namn till Israir Airlines 1996. Det är nu helägt av Ganden-koncernen. Flygbolaget började med inrikes tjänster från Eilat flygplats, Ben Gurions internationella flygplats, Sde Dov flygplats, och Haifa Airport i norra delen av landet. Det utvidgade sin verksamhet med att börja internationellt charterflyg under 1999 för att bygga upp ett linjenät, som nu omfattar stora delar av Europa. Bolaget flyger regelbundet till andra destinationer i Asien, Afrika och Nordamerika.
Flygbolaget utvidgade sin verksamhet över Atlanten när det reguljära charter till New York Citys JFK startades i juni 2004. Denna linje avbröts i september 2008, på grund av stigande bränslepriser och förväntningar på en nedgång i antalet passagerare på grund av den svaga dollarn vid den tidpunkten.
I början av 2007 meddelade flygbolaget planer på att införa Sky-Torahrullar på samtliga sina flygplan. Detta var ett effektivt sätt att få med Torahrullar under flygningen för judiska passagerare att använda för bön. Detta är det första för ett israeliskt flygbolag och sågs av många som ett sätt att locka många Haredi-passagerare till flygbolaget vid en tidpunkt då de visade stort missnöje med deras arch-rival, El Al, för att deras flygplan flyger på sabbaten. Senare under 2007, förorsakade Israir problem igen när en passagerare meddelade han skulle lämna in en stämningsansökan mot flygbolaget för felaktig reklam om benutrymmet som de erbjuds på bolagets flygplan.
I början av 2008, då restriktionerna hävdes för israeliska flygbolags destinationer ansökte Israir om att få ordinarie transportstatus på linjer från Israel till London, Paris, Berlin, Moskva, Amsterdam, Rom, Budapest, Las Vegas och Miami - av vilka några är destinationer som för närvarande betjänas av flygbolaget som charterrutter

## Flotta

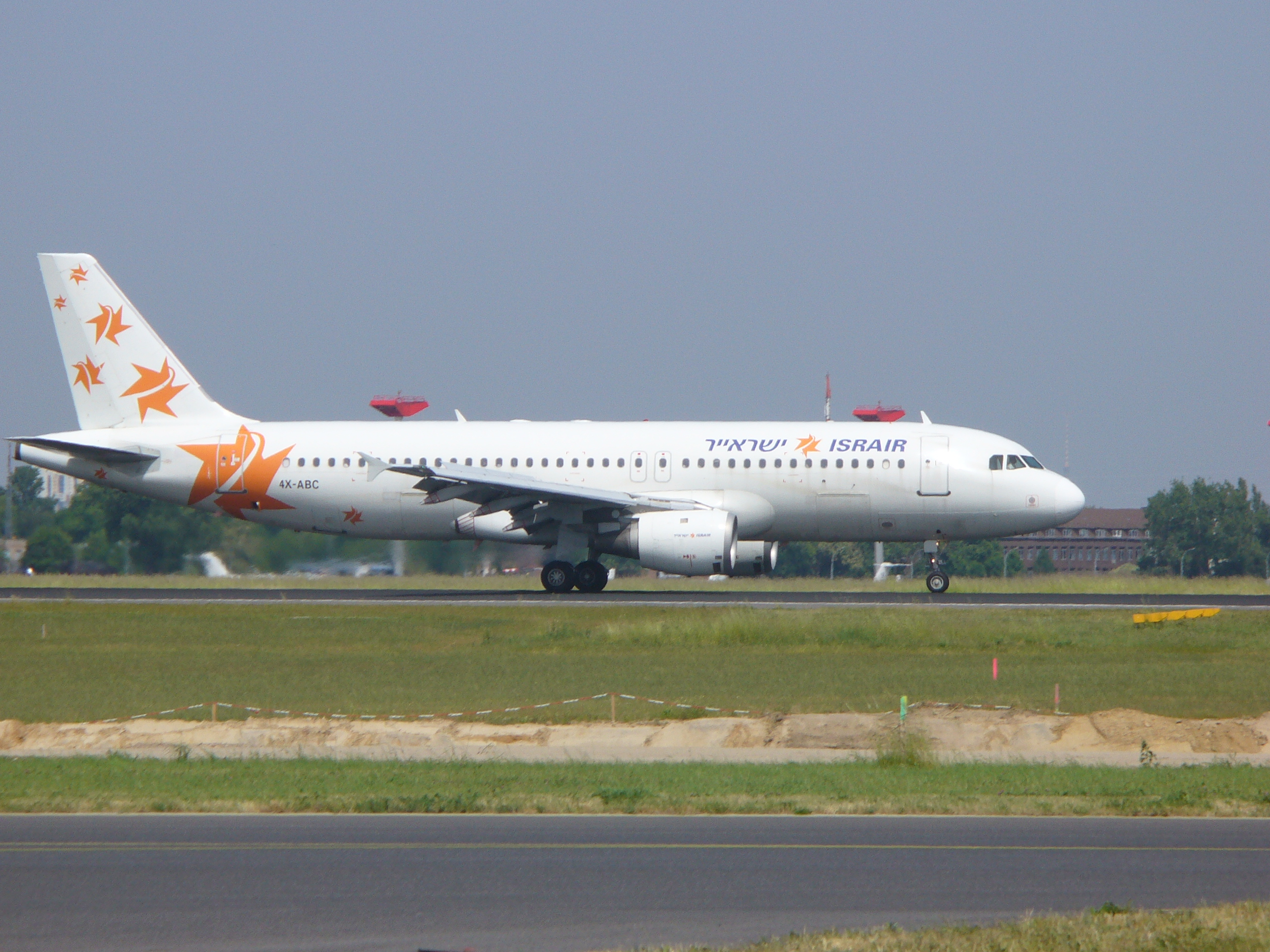
En Airbus A320-200 från Israir Airlines på Berlin-Schönefeld

I december 2016 hade man följande flotta som hade en medelålder av 4,9 år.
Efter att Israir beviljats tillstånd att bedriva regelbunden trafik på den lukrativa New York-Tel Aviv rutten, började man våren 2006 att förhandla med både Boeing och Airbus om  nya flygplan till sin flotta. Företaget sades vara i samtal med Boeing över 787-modellen. Det har också tecknat avtal om att förvärva Airbus A320 till sin flotta. Detta var en viktig milstolpe för den israeliska flygbranschen, för att inget tidigare flygbolag hade någonsin köpt ett Airbusflygplan till Israel. I april 2008 fick flygbolaget en Airbus A330 för sina New Yorkflygningar för att ersätta Boeing 767 som tidigare hade varit s.k. wet-leasing. Israir fick sitt första av de två ATR 72 flygplan som beställts att levereras i början av juli 2011.

## Destinationer
Israir Airlines flyger till följande destinationer:
Asien
- Jordanien
  - Amman - Queen Alia flygplats [börjar 30 april]
- Israel
  - Eilat
    - Ovdas internationella flygplats

  - Haifa - Haifa flygplats
  - Tel Aviv
    - Ben Gurions internationella flygplats (bas)
    - Sde Dov flygplats (bas)

Europa
- Bulgarien
  - Varna - Varna Flygplats (sommartid enbart)
- Kroatien
  - Dubrovnik - Dubrovniks flygplats (sommartid enbart)
- Frankrike
  - Nice - Nice Côte d'Azurs flygplats (sommartid enbart)
- Tyskland
  - Berlin
    - Berlin Brandenburgs internationella flygplats [börjar 3 juni 2012]
    - Berlin-Schönefelds flygplats [slutar 2 juni 2012]

  - München - Münchens flygplats (sommartid enbart)
- Grekland
  - Heraklion - Heraklions internationella flygplats (sommartid enbart)
  - Rhodos - Rhodos internationella flygplats (sommartid enbart)
- Italien
  - Brescia - Brescia Airport (endast på vintern)
  - Milano - Milano-Malpensa flygplats (sommartid enbart)
  - Rom - Rom-Fiumicinos flygplats
  - Verona - Verona flygplats (sommartid enbart)
- Nederländerna
  - Amsterdam - Amsterdam-Schiphols flygplats (sommartid enbart)
- Ryssland
  - Moskva - Domodedovos internationella flygplats

Tillfälliga destinationer
- Europa
  - Belgien - Bryssel
  - Cypern  - Paphos
  - Kroatien  - Rijeka
  - Danmark - Köpenhamn
  - Tyskland  - Köln, Stuttgart
  - Italien - Bologna
  - Irland  - Dublin
  - Spanien - Barcelona, Madrid
  - Sverige  - Stockholm
- Nordamerika
- USA - New York